# Palásti Ferenc
Palásti Ferenc (Győr, 1901. január 12. – Budapest, VII. kerület, 1960. május 13.) magyar nemzetközi labdarúgó-játékvezető.

## Pályafutása
Ellenőreinek, sportvezetőinek javaslatára lett az NB I-es bajnokság játékvezetője. Az aktív nemzeti játékvezetéstől 1953-ban vonult vissza.
| Időpont            | Helyszín           | Mérkőzés típusa           | Mérkőzés             | Eredmény |
| ------------------ | ------------------ | ------------------------- | -------------------- | -------- |
| 1953. december 16. | Népliget, Budapest | utolsó NB. I-es mérkőzése | Bp. Honvéd–VL Sortex | 4 – 0    |

A Magyar Labdarúgó-szövetség Játékvezető Bizottsága (JB) 1940-ben terjesztette fel nemzetközi játékvezetőnek, a Nemzetközi Labdarúgó-szövetség (FIFA) bíróinak keretébe. A második világháború kettétörte pályafutását. Több nemzetek közötti válogatott és klubmérkőzést vezetett vagy működő társának partbíróként segített. Az aktív nemzetközi játékvezetéstől 1950-ben búcsúzott. Válogatott mérkőzéseinek száma: 3.

## Statisztika

### Nemzetközi válogatott mérkőzései
| #  | Dátum              | Helyszín                          | Hazai       | Eredmény | Vendég        | Kiírás     | Gólok | Esemény |
| -- | ------------------ | --------------------------------- | ----------- | -------- | ------------- | ---------- | ----- | ------- |
| 1. | 1942. november 1.  | Stuttgart, Adolf Hitler Kampfbahn | Németország | 5 – 1    | Horvátország  | barátságos | -     |         |
| 2. | 1949. november 29. | Tirana                            | Albánia     | 1 – 4    | Románia       | barátságos | -     |         |
| 3. | 1950. május 21.    | Bukarest                          | Románia     | 1 – 1    | Csehszlovákia | barátságos | -     |         |
|    | Összesen           |                                   |             | 3        | mérkőzés      |            |       |         |